# 新坎珀芬
新坎珀芬是德国下萨克森州的一个市镇。总面积6.28平方公里，总人口1647人，其中男性810人，女性837人（2011年12月31日），人口密度262人/平方公里。